# عدم المساواة في التعليم

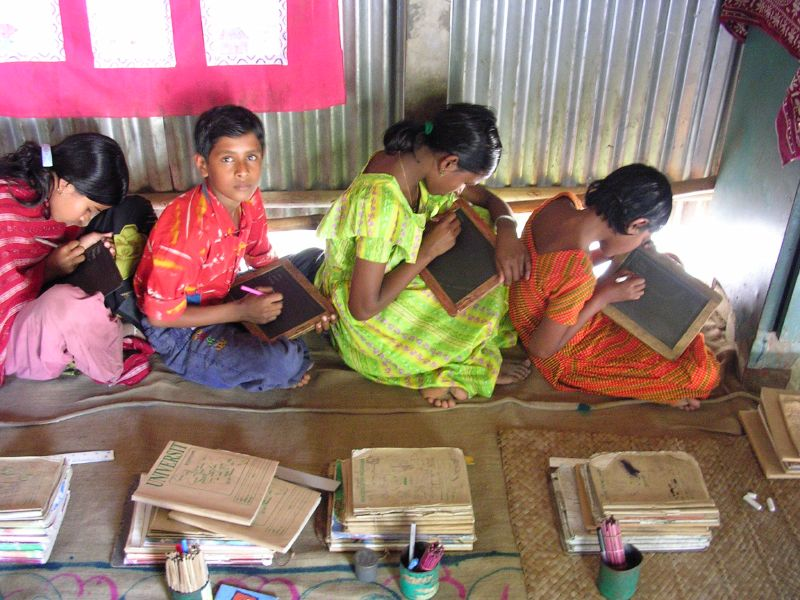

عدم المساواة التعليمية هو التوزيع غير المتكافئ للموارد الأكاديمية في المجتمعات المستبعدة أو المهمشة اجتماعياً؛ ليشمل على سبيل المثال توافر التالي: تمويل المدارس ومعلمين أكفاء وذوي الخبرة وكتب دراسية وأساليب تكنولوجية متقدمة.
تاريخياً تعاني المجتمعات المهمشة من الحرمان والقهر وكثيراً ما يعاني بعض من الأفراد المنتمون إلى هذه المجتمعات من صعوبة الوصول إلى المدارس.
يقود عدم التكافؤ هذا إلى وجود فوارق واختلافات فجه في النجاحات أو الكفاءات التعليمية لهؤلاء الأفراد، ويقمع أي فرصة للحراك الاجتماعي أو الاقتصادي، كما أنه تتباين مقاييس مدى فاعلية التعليم من دولة لأخرى وحتى داخل الدولة الواحدة، وتستخدم (الدرجات، المعدل التراكمي، درجات الاختبارات، معدل الرسوب وعدد اللذين يلتحقون بالتعليم الجامعي) كمؤشرات لقياس مدى كفاءة التعليم ومدى نجاحه. كما تستخدم هذه المؤشرات لقياس مدى قدرة الفرد على القيام بالأداء الأكاديمي عند تحديد ما يجب قياسه من حيث النجاح التعليمي للفرد؛ يشير العديد من الباحثين والأكاديميين إلا أن المعدل التراكمي وعشرات الاختبارات وغيرها من مقاييس القدرة على الأداء ليست هي الأدوات الفّعالة الوحيدة في تحديد الفاعلية. بالإضافة إلى الأداء الأكاديمي ينبغي قياس وتحقيق أهداف التعلم واكتساب المهارات والكفاءة المطلوبة والرضا والمثابرة والأداء بعد الكلية لتحديد النجاح التعليمي للأفراد.
يتجادل العلماء حول أن التحصيل الدراسي ليس إلا نتيجة مباشرة لتحقيق أهداف التعلم واكتساب المهارات والكفاءات المطلوبة. لقياس الفاعلية التعليمية بدقة؛ من الضروري فصل التحصيل الدراسي لأنه لا يحتوي إلا على قدرة الطالب على الأداء وليس بالضرورة تعلمه أو قدرته على استخدام ما تعلمه بفاعلية.
تُعزى معظم حالات عدم المساواة في التعليم، إلى التباينات الاقتصادية التي غالباً ما تتفق مع الأسس العرقية، ويجمع الخطاب الحديث عن العدالة التعليمية بين الاثنين، مبينًا كيف أنه لا يمكن فصلهما عن الموقع السكني ومؤخرًا عن اللغة. تستمر عدم المساواة في التعليم بين الطلاب البيض وطلاب الأقليات في تكريس عدم المساواة الاجتماعية والاقتصادية.
استمرت المحاولات لإصلاح التعليم على جميع المستويات، وفي جميع أنحاء العالم. يصعب القضاء على هذا النوع من عدم المساواة، لأسباب مختلفة مترسخة في التاريخ والمجتمع والثقافة. التعليم أمر حيوي لتقدم المجتمعات على الرغم من صعوبته، ويعزز «المواطنة، والهوية، وتكافؤ الفرص، والإدماج الاجتماعي، والتماسك الاجتماعي، وكذلك النمو الاقتصادي والتشغيل»، ولهذه الأسباب، تُعزز المساواة على نطاق واسع.
تُعزى النتائج التعليمية غير المتكافئة إلى العديد من المتغيرات، بما في ذلك الأسرة الأصلية والنوع الاجتماعي والطبقة الاجتماعية. يساهم التحصيل والأرباح والحالة الصحية والمشاركة السياسية، أيضًا في عدم المساواة في التعليم، في الولايات المتحدة ودول أخرى.

## الخلفية العائلية
حدد لي وأورفيلد في «مشروع الحقوق المدنية» في جامعة هارفارد، الخلفية العائلية، باعتبارها العامل الأكثر تأثيراً في تحصيل الطلاب. يوجد ارتباط بين النجاح الأكاديمي للوالدين والنجاح الأكاديمي لأطفالهم. يحصل 11% فقط من الأطفال في المراتب الخمس الأخيرة على شهادة جامعية، بينما يحصل عليها 80% من الأطفال في المراتب الخمس الأولى. وُجد أن نسبة الآباء المتعلمين للطلاب البيض، أكبر من نسبتهم عند عائلات الأقليات، ارتباطا بالموارد، ويترجم هذا إلى حياة منزلية أكثر دعماً للنجاح التعليمي. يؤدي هذا في كثير من الأحيان إلى تلقيهم المزيد من المساعدة في المنزل، والحصول على المزيد من الكتب في منازلهم، وارتياد المزيد من المكتبات، والمشاركة في مناقشات مكثفة فكريا. يدخل الأطفال المدرسة بمستويات مختلفة، ويكون الطلاب الفقراء متخلفون في الذاكرة الشفوية، والمفردات، والرياضيات، والتحصيل الدراسي في مجال القراءة، ويعانون أكثر من غيرهم من مشاكل سلوكية. يؤدي هذا إلى وضعهم في صفوف مختلفة المستوى، التي تتابعهم. تطلب هذه الدورات القليل من طلابها دائما، مما يخلق مجموعة مرهونة بالافتقار إلى الدافع التعليمي. ولا تكون هذه الدورات عادة مرتبطة بالتعليم الجامعي، وتُدرس بواسطة مدرسين أقل تأهيلًا.
تؤثر الخلفية العائلية أيضا، على المعرفة الثقافية والتصورات. تتيح معرفة الطبقة الوسطى للمعايير والأعراف، للطلاب بهذه الخلفية، تحسين تقدمهم في النظام المدرسي. لدى أولياء الأمور من هذه الطبقة وما فوقها، شبكات اجتماعية أثبتت أنها أكثر فائدة من الشبكات القائمة في الطبقات الأدنى. قد تساعد هذه الروابط، الطلاب في الوصول إلى المدارس والأنشطة المناسبة، وغيرها. ينتمي أطفال الأسر الأكثر فقرا، والتي غالبا ما تكون من الأقليات، إلى أسر لا تثق في المؤسسات. لقد خلق تاريخ أمريكا العنصري والتمييزي سقفًا مُتصورًا و/أو قائمًا، لفرص العديد من مواطني الطبقة الفقيرة والأقليات. يخمد هذا السقف الإلهام الدراسي والتطور.
خلقت الزيادة الأخيرة والهائلة للمهاجرين اللاتينيين، عاملاً رئيسيًا آخر في عدم المساواة في التعليم. ونظرًا لانتماء عدد كبير من الطلاب لعائلات لا تتحدث الإنجليزية في موطنها، فإنهم يكافحون غالبا للتغلب على حاجز اللغة، بالإضافة إلى مجرد تعلم المواد. يفتقرون في كثير من الأحيان للمساعدة في المنزل، لعدم استيعاب الآباء الواجبات باللغة الإنجليزية.
يظهر البحث علاوة على ذلك، أن أشهر الصيف، حاسمة في تطوير مستوى الأطفال التعليمي. لا يكسب الطلاب من الأسر المحرومة الكثير من المهارات خلال الإجازة الصيفية. ينتمي الطلاب من الطبقات الاجتماعية الاقتصادية الدنيا بدرجة غير متناسبة لمنازل وحيدة العائل وأحياء خطرة. ينشأ 15% من الأطفال البيض في منازل وحيدة العائل وكذلك 10% من الأطفال الآسيويين، بينما ينشأ 27% من اللاتينيين، و 54% من الأطفال الأميركيين من أصول أفريقية من هذه المنازل. تؤثر قلة الموارد، وقلة اهتمام الوالدين، وازدياد الضغوط على أداء الأطفال في المدرسة.

## النوع الاجتماعي
يختلف التحصيل العلمي وفق النوع الاجتماعي، في جميع أنحاء العالم. تختلف العلاقة الدقيقة عبر السياقات الثقافية والقومية.

### حرمان الإناث
تشمل العقبات التي تحول دون قدرة الإناث على تلقي تعليم جيد، المواقف التقليدية تجاه الأدوار الجندرية، والفقر، والعزلة الجغرافية، والعنف القائم على النوع الاجتماعي، والزواج المبكر والحمل. هناك ما يقدر بنحو 7 ملايين طفل في جميع أنحاء العالم، خارج المدرسة معظمهم من الفتيات. تتركز «فجوة الفتيات» في العديد من البلدان، بما فيها الصومال وأفغانستان وتوغو وجمهورية أفريقيا الوسطى وجمهورية الكونغو الديمقراطية. فاق عدد الفتيات الضعف في جمهورية الكونغو الديمقراطية.
تؤثر الأدوار الجندرية الاجتماعية على وصول الإناث إلى التعليم. على سبيل المثال، تكون تنشئة الأطفال الاجتماعية في نيجيريا، على دورهم الجندري المحدد فور معرفة آبائهم لجندر الأطفال. الرجال هم النوع الاجتماعي المفضل ويُشجَّعون على الانخراط في تعلم العلوم والحاسوب، بينما تتعلم النساء المهارات المنزلية. هذه الأدوار الجندرية متجذرة بعمق داخل الولاية، ومع ذلك، حدثت زيادة مؤخرا في قدرة النساء على تلقي التعليم المتساوي، مع ازدياد التعليم الغربي في نيجيريا. ولا يزال هناك الكثير لتغييره، ولا تزال نيجيريا بحاجة إلى سياسات تشجع التحصيل العلمي للرجال والنساء، على أساس الجدارة، بدلاً من أن تكون على أساس النوع الاجتماعي.